# Порос
По́рос (греч. Πόρος — «переезд») — один из Саронических островов, расположен в юго-западной части залива Сароникос, у берегов полуострова Пелопоннес, отделен узким проливом от восточного берега Арголиды. Наивысшая точка — гора Вигла высотой 359 м над уровнем моря.

## География

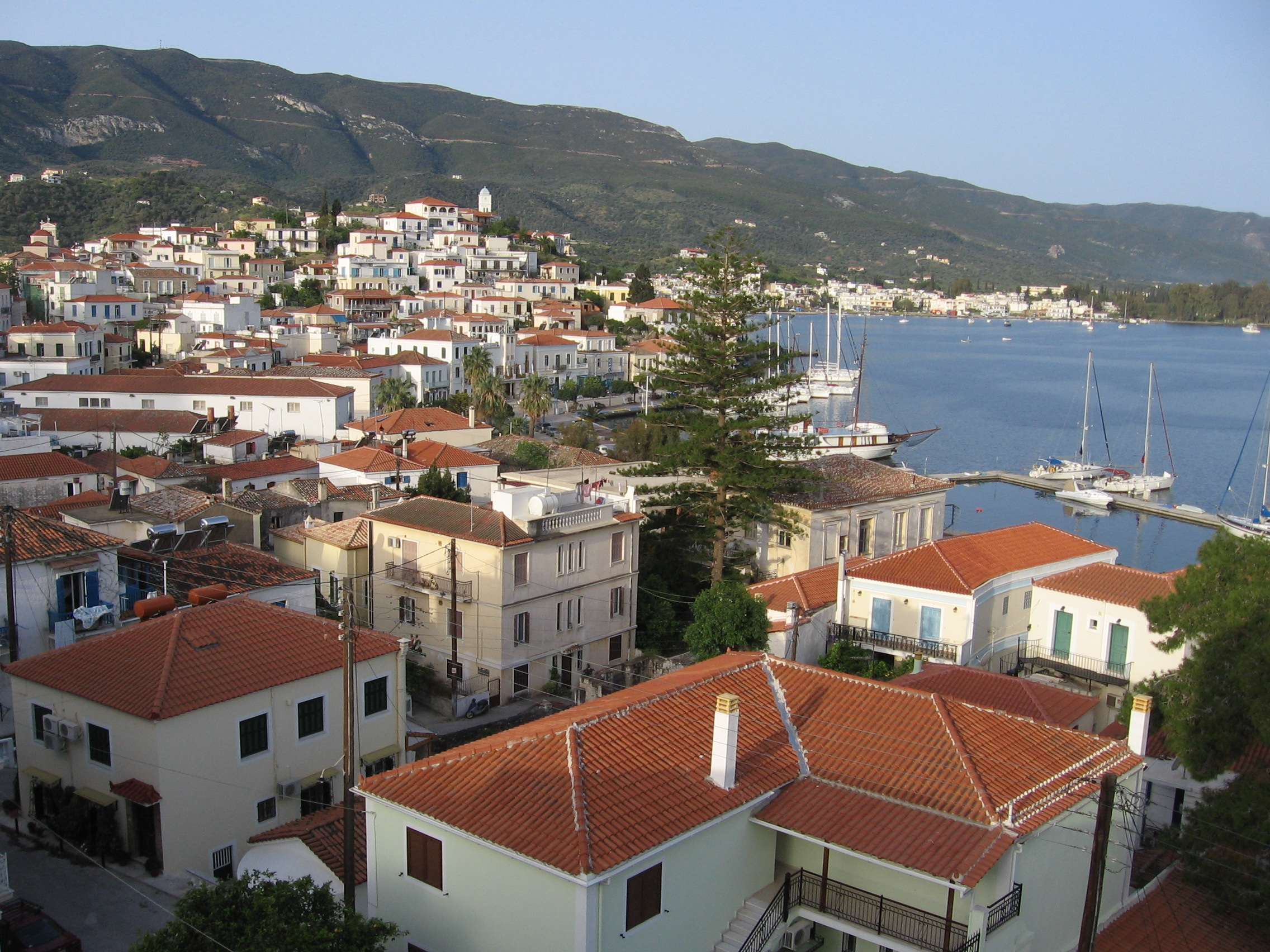
Город Порос

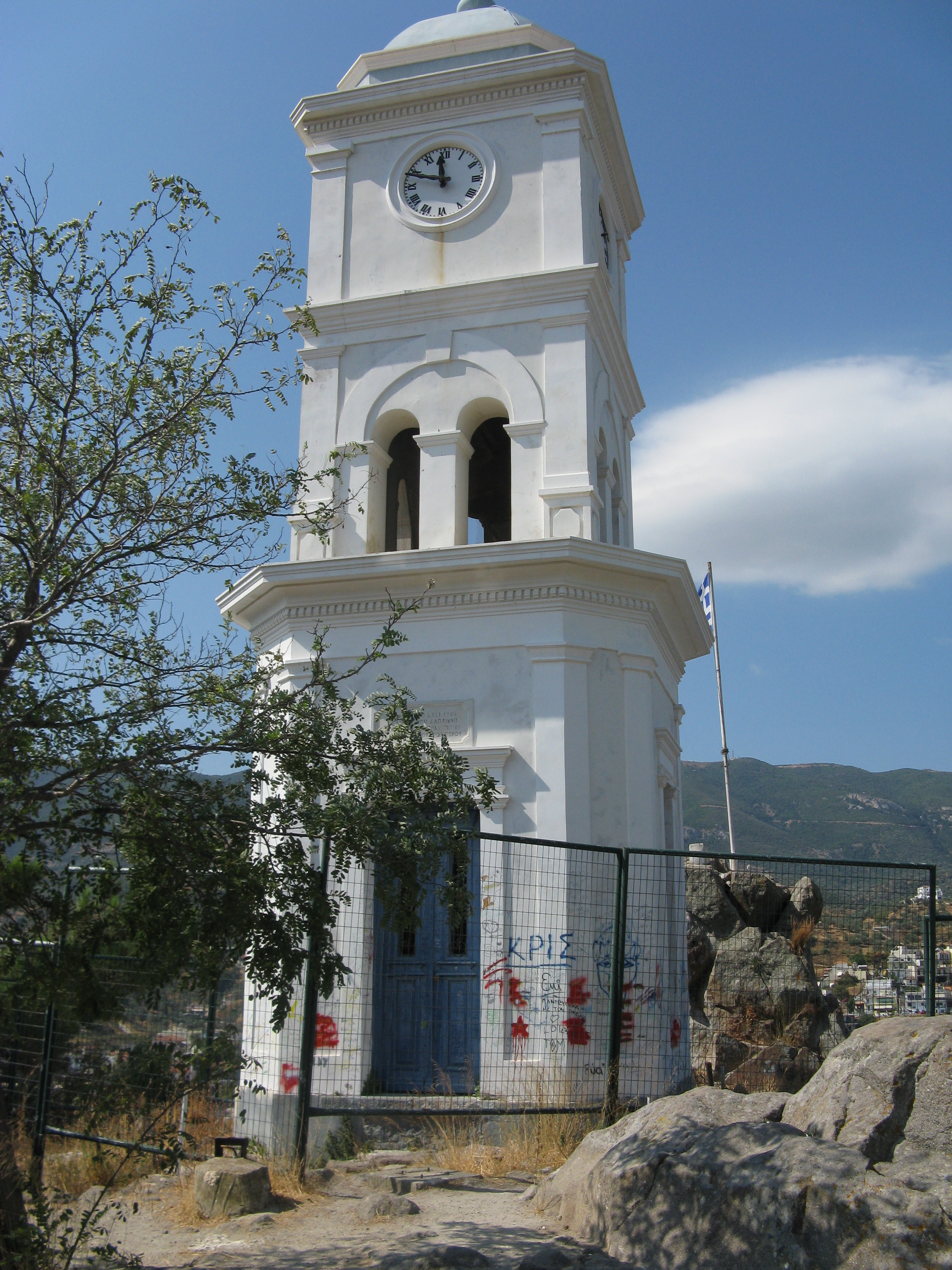
Куранты на острове Порос

Площадь острова Порос составляет 22,841 квадратного километра, протяженность береговой линии — 44 километра. Население насчитывает 3993 жителя по переписи, произведённой в 2011 году. Связь с Пиреем (расстояние — 31 морская миля), осуществляют ежедневно как паромы, преодолевающие путь до острова за 2 часа 30 минут, так и «летающие дельфины» — катера на подводных крыльях, выполняющие тот же маршрут за 1 час. Те же транспортные средства осуществляют связь с Эгиной, Метаной, Идрой, Спеце и Эрмиони.
Остров разделен каналом на две части: меньшую — Сферию, здесь находится главный город — Порос, и большую — Калаврию.
Один из заливов острова называется Русским — в XIX веке в нём располагалась русская военно-морская база, помогавшая Греции в становлении её военного флота.

## История
Остров в античное время назывался Калаврия (др.-греч. Καλαυρεία, лат. Calaurea). Павсаний сообщает об острове Сферия (Σφαιρία), который затем был назван Гиера (Священным, Ἱερά). Некоторыми авторами остров Сферия отождествляется с небольшим островом, на котором находится современный город Порос, соединённым с Калаврией посредством мели. 
Порос (античная Калаврия) считался островом бога моря Посейдона. Свидетельством тому служат письменные источники, а также развалины храма Посейдона посредине острова. Не исключено, что это обстоятельство стало причиной избрания Пороса центром амфиктионии (союза), которая возникла в VII веке до н. э. и включала семь соседних, а также и более удаленных городов (Эрмиони, Эпидавр, Эгина, Афины, Прасия (позже аргивяне), Трезен и минийский Орхомен). Пользуясь правом убежища, в храме Посейдона скрывался Демосфен, спасаясь от посланных Антипатром убийц, где принял яд в 322 году до н. э. Калаврийцы похоронили его внутри святилища и воздвигли ему памятник, который видел ещё Павсаний.
Последующая история Пороса ничем не отличается от истории других островов залива Сароникос. Вместе с ними Порос принимал участие в Революции 1821 года и в 1830 году стал первой морской базой Греции.
На Поросе был похоронен капитан Фрэнк Гастингс (1794—1828) — после Байрона самый известный англичанин-филэллин, герой освободительной войны Греции, командовал парусно-паровым судном «Картерия». «Картерия» была первым паровым судном в мире, принимавшим участие в боевых действиях.
На Поросе также умер и был похоронен в 1828 году баварский офицер филэллин Антуан Шильхер.

## Община Порос
Община Порос создана в 1941 году (ΦΕΚ 257Α). Община Порос (Δήμος Πόρου) входит в периферийную единицу Острова в периферии Аттике. Население — 3993 жителя по переписи 2011 года. Площадь общины — 49,113 км². Плотность — 80,53 чел./км². В общину Порос входят три населённых пункта и монастырь Живоносного источника:
| Населённый пункт                | Население (2011), человек |
| ------------------------------- | ------------------------- |
| Айос-Нектариос                  | 101                       |
| Киани-Акти                      | 213                       |
| Монастырь Живоносного источника | 28                        |
| Порос                           | 3651                      |

Димархом общины на местных выборах 2014 года избран и в 2019 году переизбран Иоанис Димитриадис (Ιωάννης Δημητριάδης).

## Население
| Год  | Население, человек |      |
| ---- | ------------------ | ---- |
| Год  | 1991               | 3626 |
| 2001 | 4282               |      |
| 2011 | ↘ 3993             |      |

## Достопримечательности
- Развалины храма Посейдона
- Археологический музей

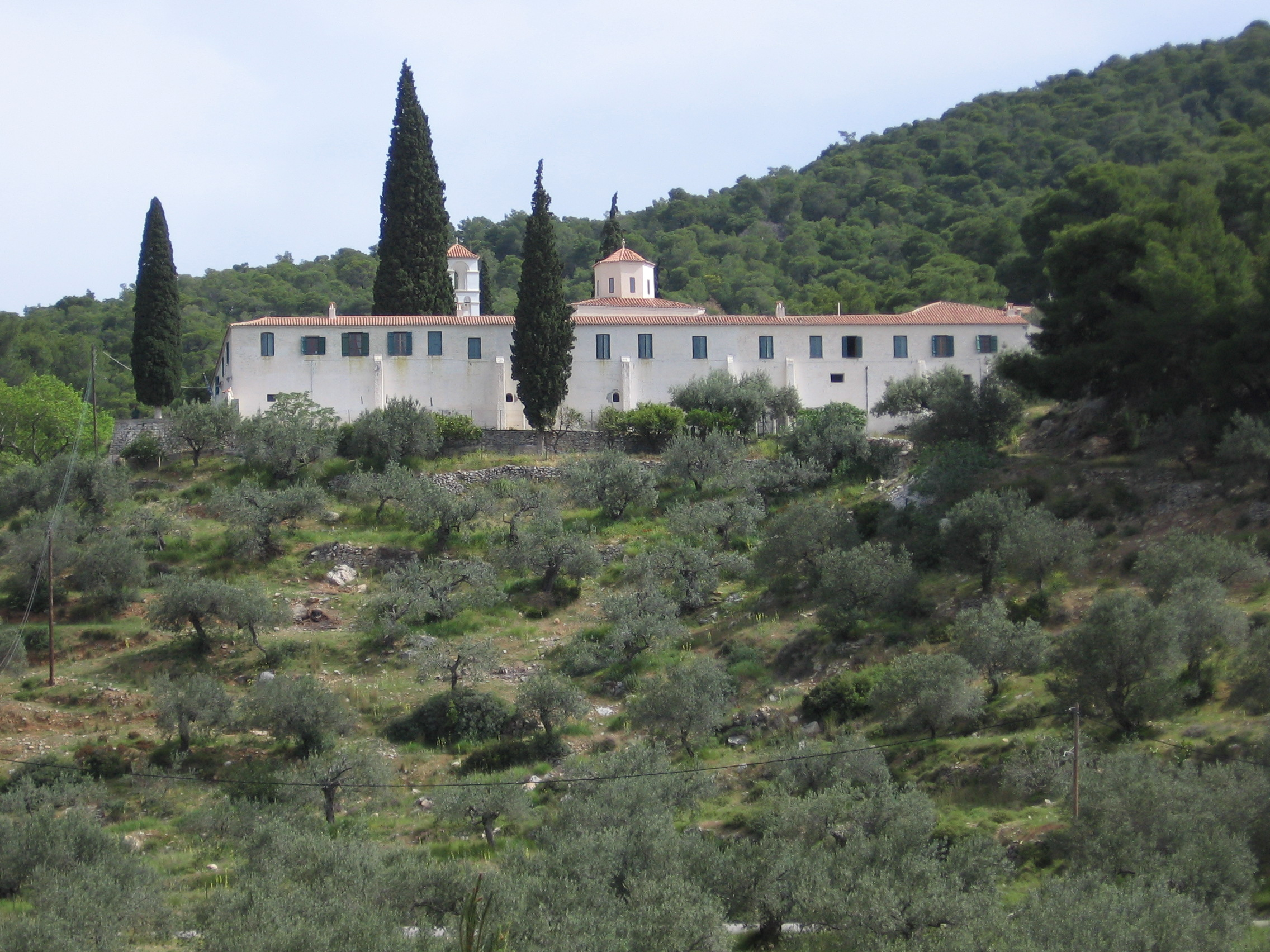
Монастырь Живоносного источника

- Мужской монастырь Живоносного источника
- Лимонный лес